# Berdsk
Berdsk (ru. Бердск) este un oraș din Regiunea Novosibirsk, Federația Rusă și are o populație de 88.445 locuitori.